# Arthur Streeton

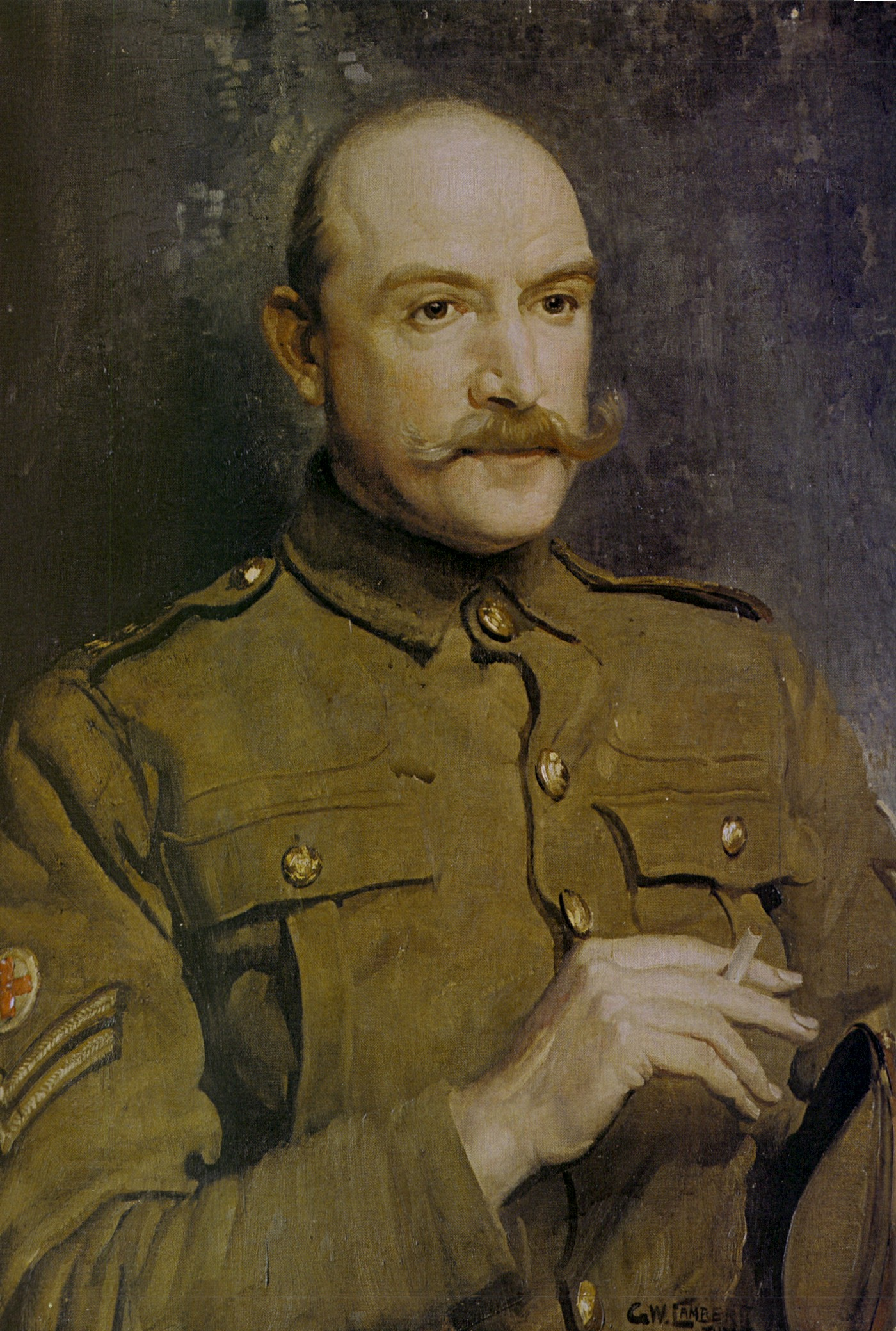
Arthur Streeton von George Lambert (1917)

Sir Arthur Ernest Streeton (* 8. April 1867 in Mount Duneed, Victoria; † 2. September 1943 in Olinda bei Melbourne) ist einer der heute noch bekanntesten australischen Maler.

## Leben
Im Alter von sieben Jahren zog er mit seiner Familie nach Melbourne. Auf Grund seiner künstlerischen Begabung wurde er dort Lehrling in der Lithografischen Anstalt von George Troedel and Co. Gleichzeitig begann er ein Abendstudium an der dortigen National Gallery School of Design und kurzzeitig auch an der School of Painting.
Zu seinen Vorbildern werden William Turner und der australische Maler Thomas William Roberts, der nach seiner Rückkehr 1885 von seinem Kunststudium in England in Australien den Impressionismus verbreitete, gezählt. Man schloss sich zu einer Gruppe junger Künstler, der sogenannten Heidelberg School, zusammen. 1888 beendete er sein Lithografendasein und widmete sich mit Erfolg der Malerei. 1897 reiste Streeton das erste Mal nach London und Europa. Auch hier hatte er Erfolg. 1900 konnte er in der Royal Academy of Arts ausstellen und wurde 1903 Mitglied des Chelsea Arts Clubs. 1909 erhielt er auf dem Pariser Salon eine Goldmedaille.
Bei seinen Aufenthalten in England entwickelte er große patriotische Empfindungen, so dass er sich als Freiwilliger 1915 für den Ersten Weltkrieg meldete. Als Sanitäter diente er im Rang eines Korporals in einem Londoner Militärkrankenhaus. Im Februar 1917 wurde er schließlich auf Grund von Gesundheitsproblemen ausgemustert. Er wurde zu einem offiziellen Kriegsmaler der imperialen australischen Streitkräfte im Ehrenrang eines Honorary Lieutenant ernannt und malte ab Mai 1918 hinter der Front in Frankreich. 1919 kehrte er nach Australien zurück und widmete sich neben der Malerei auch der Kunstkritik. 1928 gewann Streeton den Wynne-Preis. 1937 wurde er zum Knight Bachelor geschlagen.
Streeton, der 1908 die kanadische Geigerin Nora Clench ehelichte, lebte zuletzt in seinem Haus auf einem 20.0000m² Grundstück in Olinda, in den Dandenong Ranges, etwa 500Kilometer östlich von Melbourne. Nach seinem Tod 1943 wurde er auf dem Friedhof von Ferntree Gully, einem Vorort im Südosten von Melbourne, begraben. Seinen Zeitgenossen galten seine impressionistischen Werke als Produkte der Sonne und Erde seines Landes. Seine schon immer erfolgreichen Werke erzielen heute Preise im Euro-Millionenbereich.

## Werke

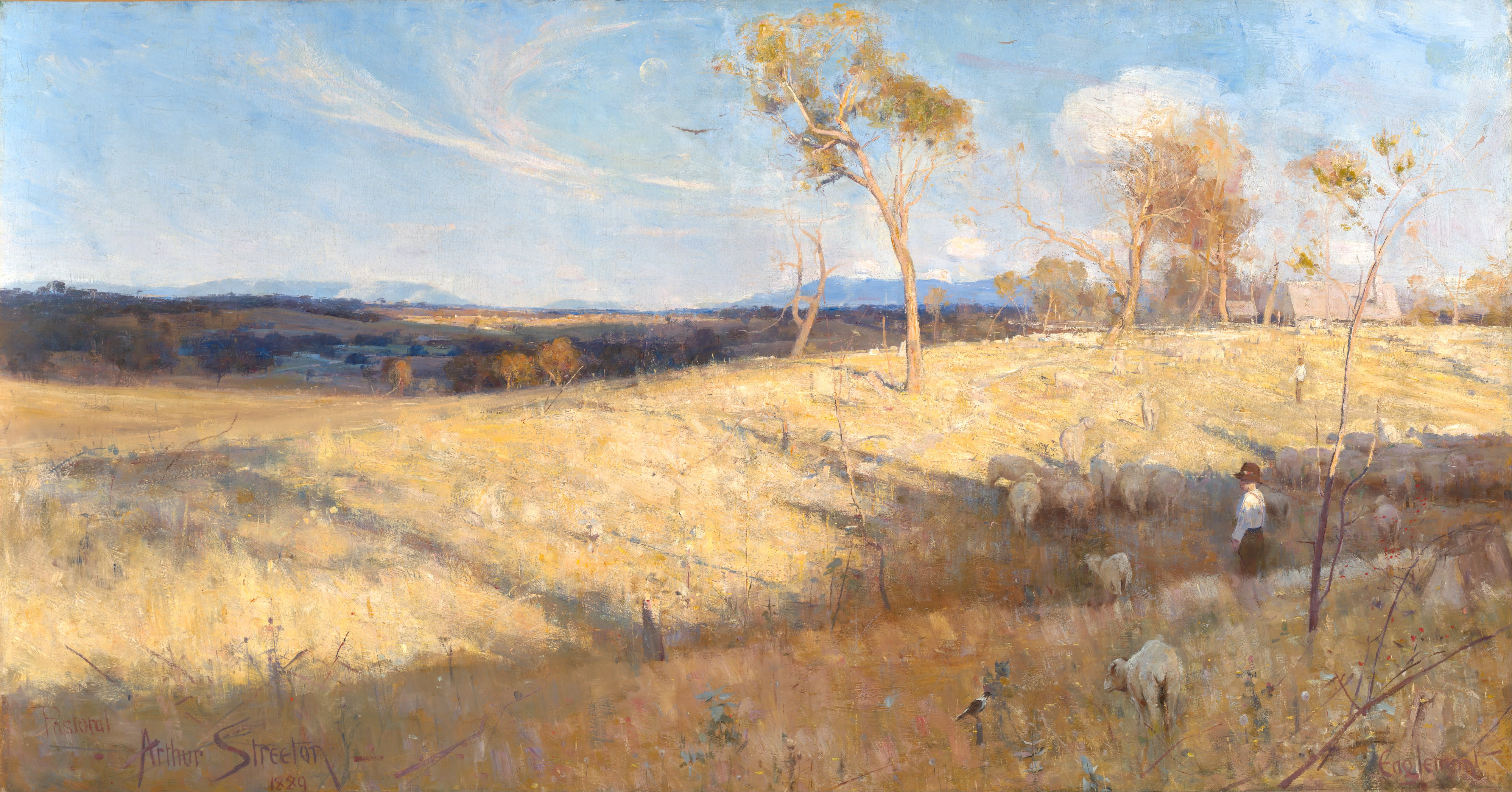
Golden Summer, Eaglemont, 1889 National Gallery of Australia
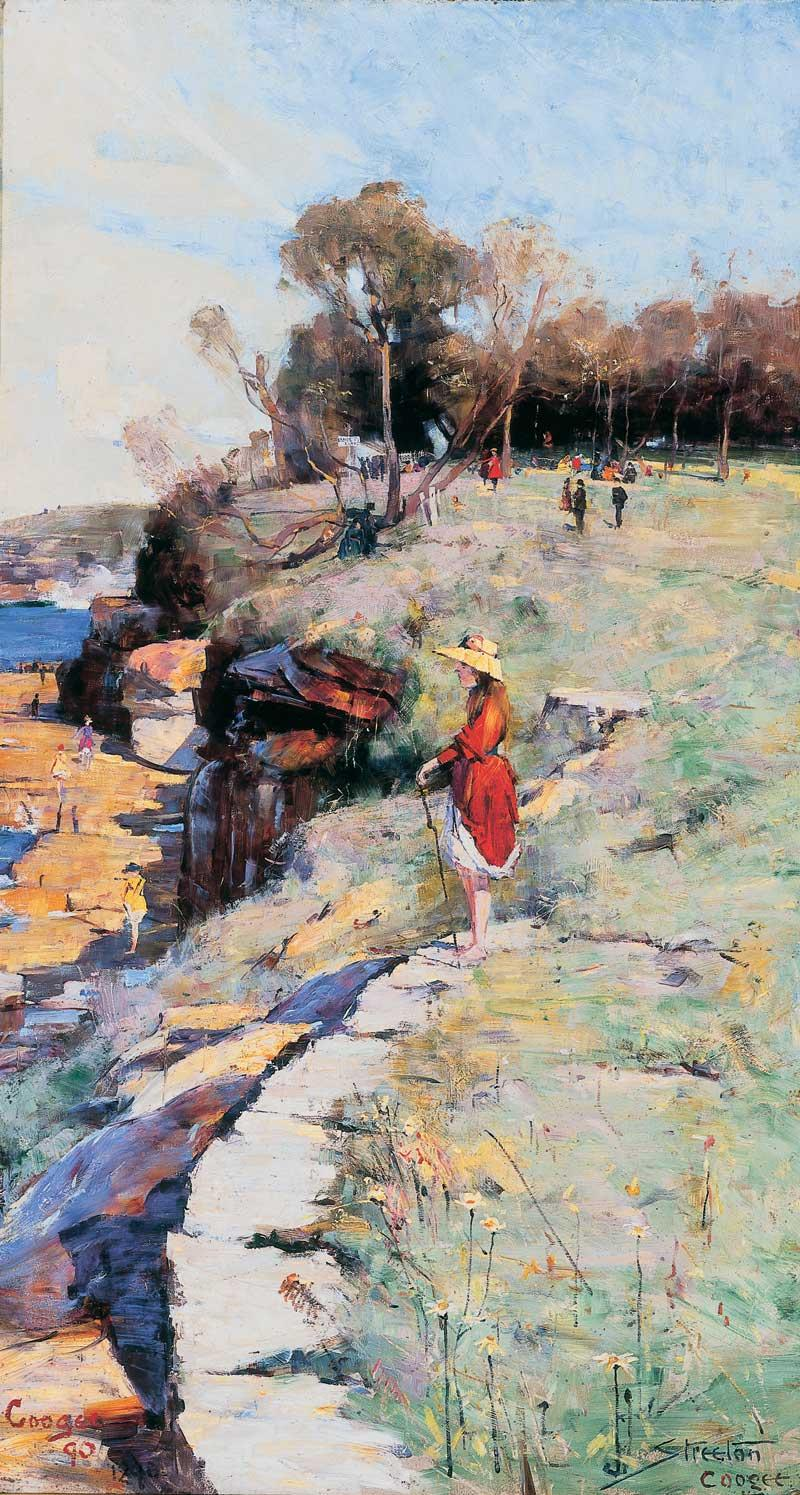
'Sunlight Sweet', Coogee, 1890
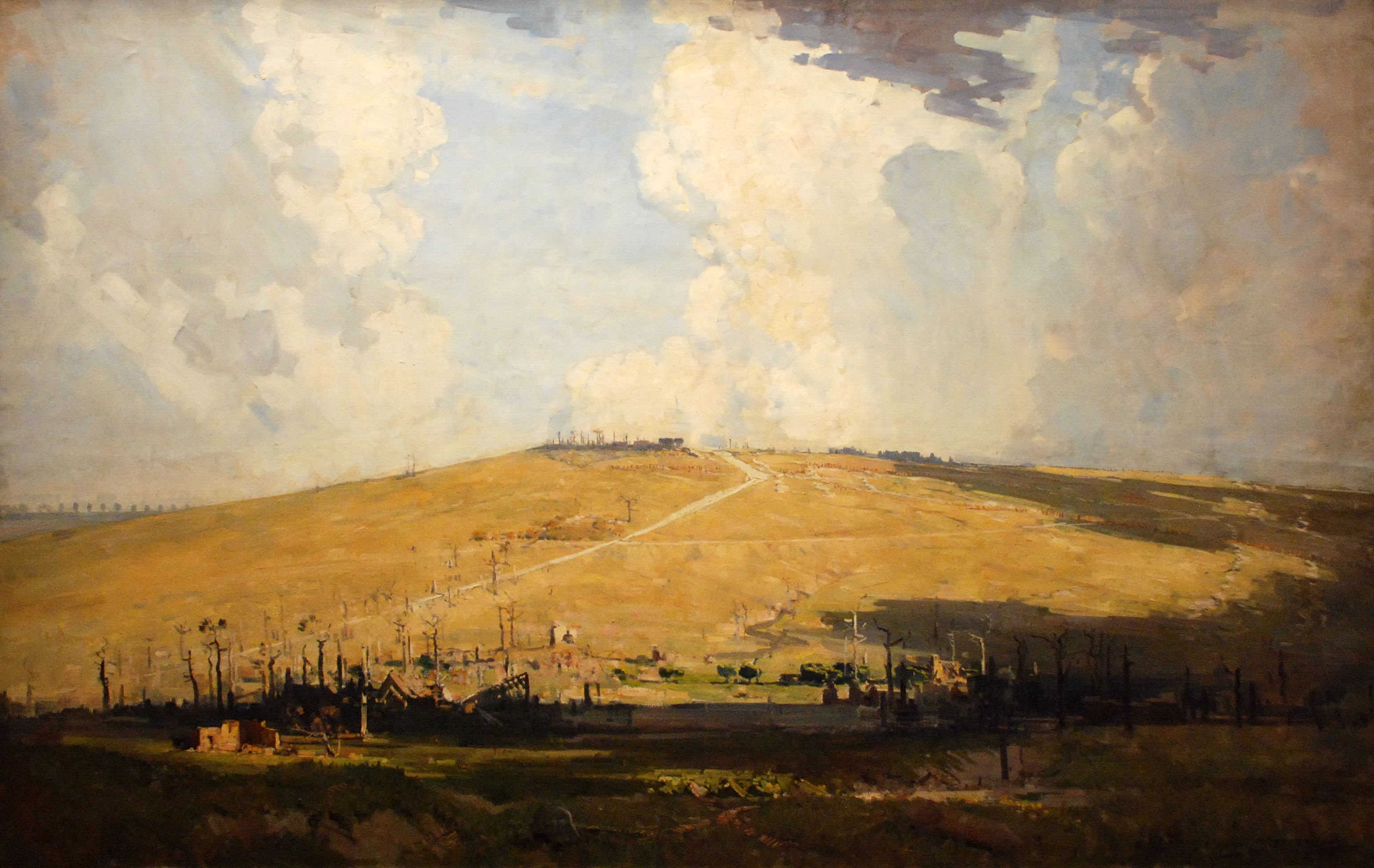
Mount St Quentin, 1918.
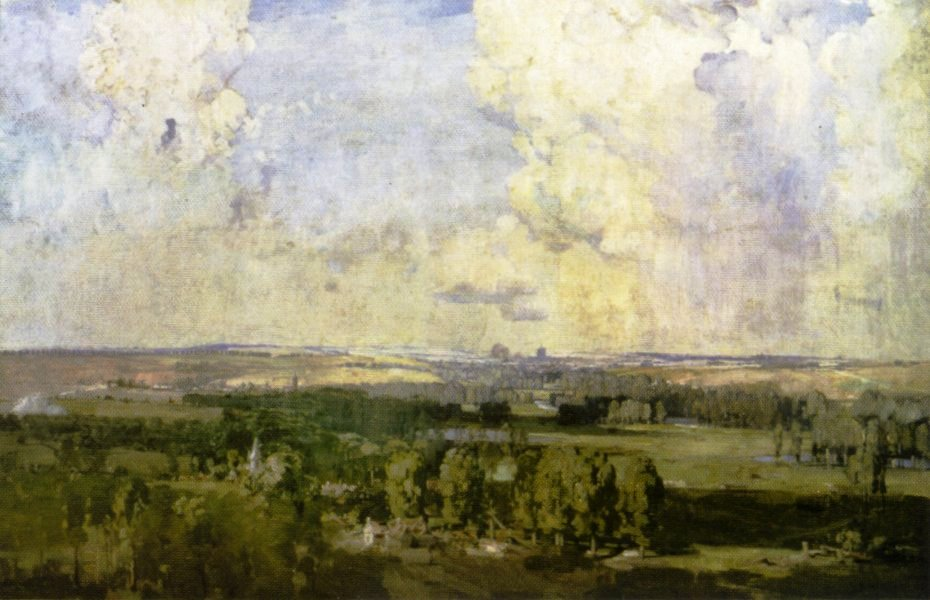
Amiens, der Schlüssel des Westens, 1919 fertiggestellt